# ルートヴィヒ・ゲオルク (バーデン＝バーデン辺境伯)

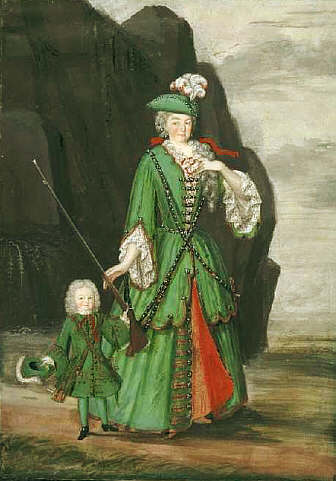
母フランツィスカと幼少期のルートヴィヒ・ゲオルク

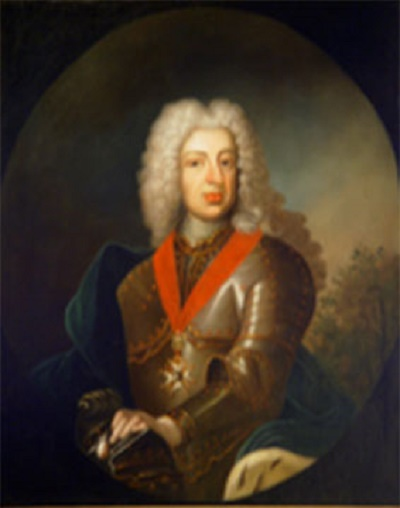
バイエルンの聖フーベルトゥス勲章を首にかけたルートヴィヒ・ゲオルク

ルートヴィヒ・ゲオルク・ジンペルト・フォン・バーデン＝バーデン（Ludwig Georg Simpert von Baden-Baden, 1702年6月7日 - 1761年10月22日）は、ドイツのバーデン＝バーデン辺境伯（在位：1707年 - 1761年）。狩猟に情熱を傾けたことから「狩人ルイ（Jägerlouis）」と呼ばれた。

## 生涯
バーデン家出身で、「トルコ人ルイ（Türkenlouis）」と呼ばれたハプスブルク帝国軍の名将バーデン＝バーデン辺境伯ルートヴィヒ・ヴィルヘルムと、その妻でザクセン＝ラウエンブルク公ユリウス・フランツの娘であるフランツィスカ・ジビッラ・アウグスタの間の息子として生まれた。誕生の翌日、フランス軍によって焼き払われたエットリンゲン
のザンクト・マルティン教会の急ごしらえの天蓋の中で洗礼を受けた。
5歳の時に父が急死し幼くして辺境伯家の家督を継いだが、母が1727年まで摂政として君臨した。幼児期のルートヴィヒは成長遅く、母を大いに心配させた。スイスのアインジーデルン修道院に安置された「アインジーデルンの聖母」像に詣で、その霊験のおかげで6歳になってようやく喋ることができるようになったという。
1718年、16歳の時に元ポーランド王スタニスワフ・レシュチンスキの娘マリア・レシュチンスカと恋に落ちたが、母はこの縁組に慎重で、息子をローマ巡礼に行かせている間に縁談を破談にしてしまった。1720年にボヘミアを訪れた際、シュヴァルツェンベルク侯アダム・フランツの娘マリア・アンナ（1706年 - 1755年）と知り合い、翌1721年4月18日にクルマウ城において結婚した。最初の妻と死別後、1755年7月10日にバイエルン選帝侯カール・アルブレヒト（神聖ローマ皇帝カール7世）の娘マリア・アンナと再婚した。
ルートヴィヒは1727年になって母から執政権を譲られ、親政を開始した。有能で金融・財政能力に優れた統治者だった母が、バーデン＝バーデン辺境伯家の抱えていた莫大な負債を返済していたおかげで、ルートヴィヒは財政的にかなり余裕のある辺境伯領を相続することができた。ルートヴィヒは父のように華々しい軍歴を築くことは無く、狩猟に熱中する人生を送った。
1707年から1731年まで、シュヴァーベン・クライス（Schwäbischer Reichskreis）所属の第4歩兵連隊（4. Kreis-Infanterie-Regiment）の連隊長を務め、ポーランド継承戦争では1735年までボヘミアに駐屯した。敬虔なカトリック諸侯であり、1736年にはラシュタットにピアリスト会の修道院付属学校を創設している。1761年に死去、弟のアウグスト・ゲオルクが家督を継いだ。

## 子女
最初の妻との間に4人の子女をもうけたが、成育したのは娘1人だけだった。また2番目の妻との間に子供は無い。
- エリーザベト・アウグステ（1726年 - 1789年） - 1755年、ミヒャエル・ヴェンツェル・フォン・アルトハーン伯爵と結婚
- カール・ルートヴィヒ・ダミアン（1728年 - 1734年）
- ルートヴィヒ・ゲオルク（1736年 - 1737年）
- ヨハンナ（1737年）